# Kick (álbum de Pánico)
Kick es el sexto álbum de estudio oficial de la banda chilena radicada en Francia Pánico. En Francia y el Reino Unido se lanzó una versión promo en 2010, y ese mismo año se lanzó la versión definitiva en Europa, Estados Unidos y también en Chile bajo el sello independiente Quemasucabeza.

## Lista de canciones
| Kick  |                          |          |  |
| N.º   | Título                   | Duración |  |
| 1.    | «Illumination»           | 5:02     |  |
| 2.    | «Bright lights»          | 4:09     |  |
| 3.    | «Icon»                   | 4:05     |  |
| 4.    | «Reverberation mambo»    | 5:10     |  |
| 5.    | «Algodón»                | 3:37     |  |
| 6.    | «Waka chiki»             | 3:51     |  |
| 7.    | «Guadalupe»              | 4:42     |  |
| 8.    | «Uptown boy»             | 3:39     |  |
| 9.    | «I wanna be your needle» | 3:51     |  |
| 10.   | «Distant shore»          | 5:09     |  |
| 43:15 |                          |          |  |

## Créditos
Producción
- Gareth Jones: mezcla, producción adicional
- Benjamin Joubert: masterización
- Paul Savage: grabación

Otros
- Iván Navarro: batería
- Rodrigo Pereda: fotografía
- Paul Savage: ingeniero